# Gamma Columbae
Gamma Columbae ( γ Columbae, förkortat Gamma Col,  γ Col) som är stjärnans Bayerbeteckning, är en möjlig dubbelstjärna  belägen i mellersta delen av stjärnbilden Duvan. Den har en skenbar magnitud på 4,36. och är synlig för blotta ögat. Baserat på årlig parallaxförskjutning beräknas den befinna sig på ett avstånd på ca 870 ljusår (270 parsek) från solen.

## Nomenklatur
För tidiga arabiska astronomer bildade Gamma Columbae, tillsammans med Furud (Zeta Canis Majoris), Lambda Canis Majoris, Delta Columbae, Theta Columbae, Kappa Columbae, Lambda Columbae, My Columbae och Xi Columbae asterismen Al Ḳurūd ( ألقرد- al-qird ), ”aporna”.

## Egenskaper
Primärstjärnan Gamma Columbae A är en utvecklad underjätte av typ B av spektralklass B2.5 IV. Den är kandidat till att vara en långsamt pulserande stjärna av typ B med en genomsnittlig longitudinal magnetfältstyrka på 94 ± 28 G. Stjärnan har en massa som är nästan sex gånger så stor som solens massa och en radie nära fem gånger solens radie. Den avger över 2 000 gånger mer energi än solen från dess yttre atmosfär vid en effektiv temperatur på 12 904 K. Den beräknade åldern för stjärnan är ca 24 miljoner år.
Följeslagaren Gamma Columbae B med en skenbar magnitud på 12,664 är en huvudseriestjärna av typ G av spektralklass G8 V. Den är separerad med 33,8 bågsekunder från primärstjärnan, vilket motsvarar en projicerad fysisk separation av 8 844 AE. Trots dessa stjärnors unga ålder har det inte upptäckts någon emission av röntgenstrålning.